# Patinage Canada
Patinage Canada est la fédération sportive de patinage artistique du Canada. En tant que fédération nationale, l'organisation est membre du Comité olympique canadien et de l'Union internationale de patinage.

## Compétitions
- Championnats du Canada de patinage artistique
- Internationaux Patinage Canada

## Fédérations provinciales
- Québec : Patinage Québec
- Manitoba : Skate Canada, section Manitoba
- Nouveau-Brunswick : Patinage Canada, section Nouveau-Brunswick
- Alberta : Skate Canada, section Alberta / NWT / Nunavut
- Colombie-Britannique : Skate Canada, section British Columbia / Yukon
- Nouvelle-Écosse : Skate Canada, section Nova Scotia
- Ontario : Skate Ontario
- Île-du-Prince-Édouard : Skate Canada, section Prince Edward Island
- Saskatchewan : Skate Canada, section Saskatchewan
- Terre-Neuve-et-Labrador : Skate Canada, section Newfoundland and Labrador